# 陳思育
陳思育（1534年—？），字子錫，一字仁甫，號春宇，湖廣常德府武陵縣人，明朝政治人物。嘉靖乙丑進士，萬曆年間累官禮部侍郎。

## 生平
嘉靖三十七年（1558年）戊午科湖廣鄉試第五十名舉人。嘉靖四十四年（1565年）中式乙丑科三甲第二百三十二名進士。户部观政，選翰林院庶吉士，隆慶元年（1567年）三月授翰林院檢討，充經筵講官。万历元年（1573年）六月升右赞善，七月养病。三年十月復除原官，四年七月主考顺天府乡试，五年八月升右中允，七年四月升左谕德兼侍读学士，八月主考应天府乡试，九月升國子監祭酒，八年正月升詹事府少詹事兼侍读学士，九年十月升禮部右侍郎兼侍读学士，萬曆十年（1582年）七月轉本部左侍郎，兼官照旧。九月加太子宾客，十二月以張居正、馮保之黨被劾，十一年正月调南京用，回籍听补。十五年二月致仕。

## 家族
曾祖陳恭；祖父陳洪憲；父陳一本，庠生、累赠翰林院检讨、右中允兼侍读；母袁氏。兄思鲁（庠生）、思訓、弟思忠、思樂、思睿、思启。